# Maison Pierre de Bonvoisin

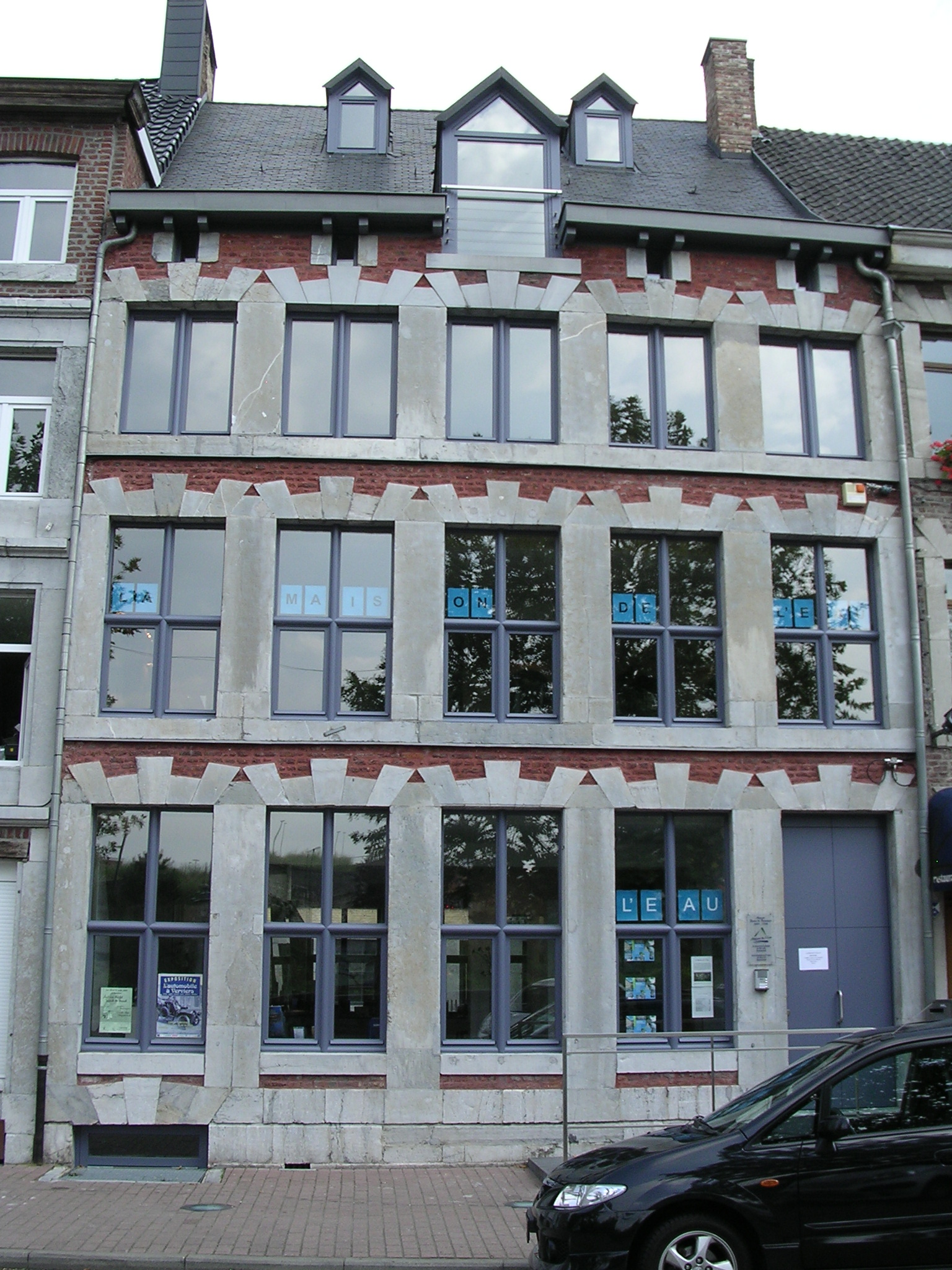
Gevel aan de Rue Jules Cerexhe

Het Maison Pierre de Bonvoisin is een voormalige fabrikantenvilla in het stadsdeel Hodimont van de Belgische stad Verviers, gelegen aan Rue Jules Cerexhe 86.

## Geschiedenis
Pierre de Bonvoisin (1665-1736) was een industrieel en notabele in Hodimont. Zijn fabrikantenwoning werd ergens tussen 1727 en 1735 gebouwd in Lodewijk XIV-stijl. Achter het huis bevond zich zijn textielfabriek, tegenwoordig aan Rue de Petaheid 15-17.
Het huis is drie verdiepingen hoog en heeft vijf traveeën.

## Maison de l'Eau
In het huis is tegenwoordig een museum gevestigd, het Maison de l'Eau. Dit geeft een interactief beeld van het water in al haar facetten. Het betreft vooral de Vesder, en de aspecten daarvan, zoals de Gileppestuwdam. Het water, dat van de Hoge Venen afkomstig is, is arm aan kalk en daardoor zeer geschikt voor de lakenindustrie, die dan ook in Verviers en omgeving tot grote bloei kwam.